# Elmore City
Elmore City is een plaats (town) in de Amerikaanse staat Oklahoma, en valt bestuurlijk gezien onder Garvin County.

## Geschiedenis
Buiten Elmore City is de stad bekend door het vele jaren durende dansverbod, en vooral door de demonstratieve publieke dansmanifestatie van studenten tegen dat verbod in het voorjaar van 1980. Dit gebeuren was de inspiratie voor de makers van de film Footloose in 1984. In Elmore City zelf wordt elk jaar in april een dansfestival gehouden.

## Demografie
Bij de volkstelling in 2000 werd het aantal inwoners vastgesteld op 756.
In 2006 is het aantal inwoners door het United States Census Bureau geschat op 768, een stijging van 12 (1,6%).

## Geografie
Volgens het United States Census Bureau beslaat de plaats een oppervlakte van
1,2 km², geheel bestaande uit land.

## Plaatsen in de nabije omgeving
De onderstaande figuur toont nabijgelegen plaatsen in een straal van 24 km rond Elmore City.